# جون كريستي (قاتل متسلسل)

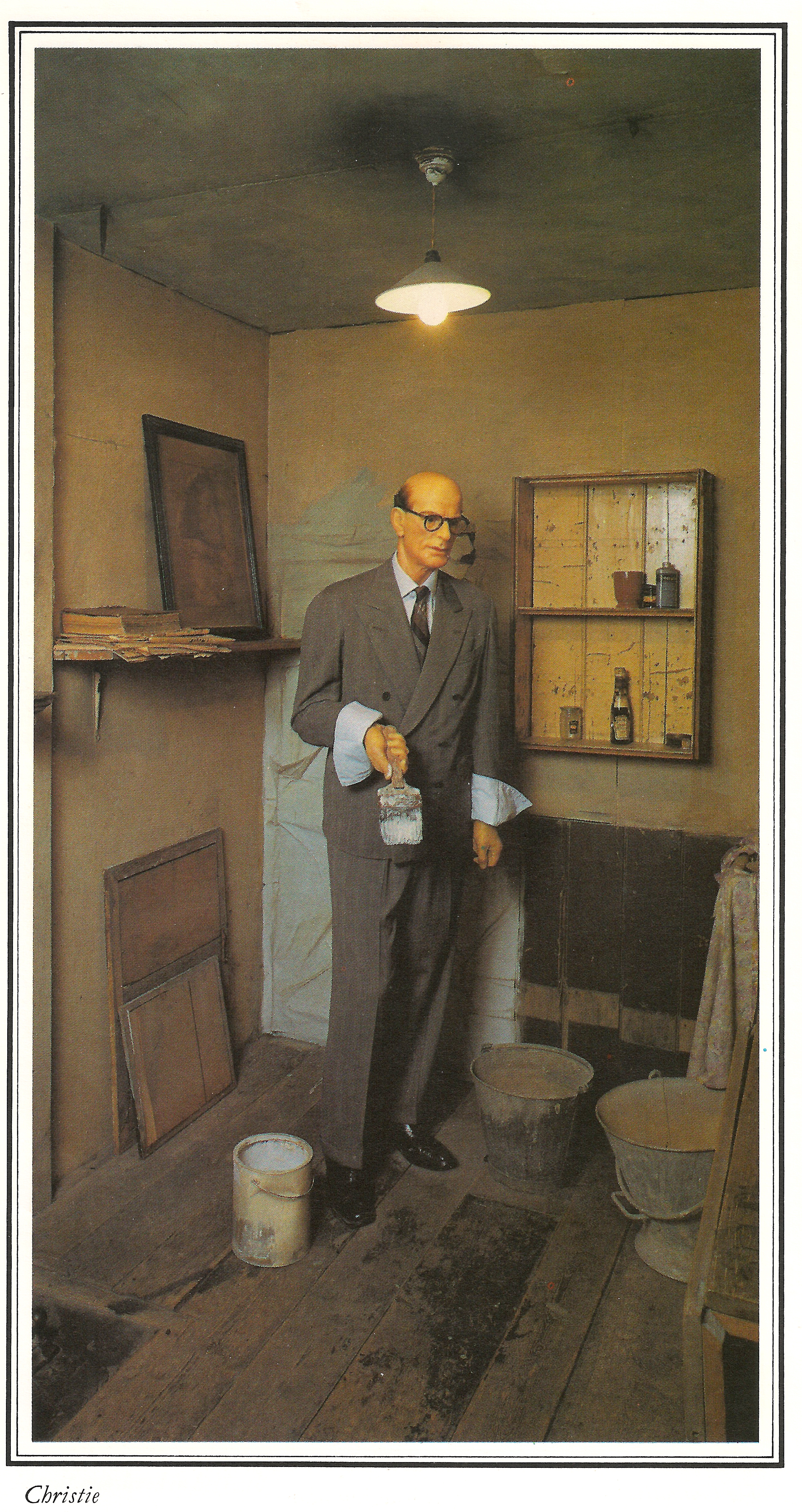
تصوير لغرفة الرعب الخاصة بريجينالد كريستي (متحف مدام توسو)

جون ريجنالد هاليداي كريستي (بالإنجليزية: John Reginald Halliday Christie) (8 أبريل 1899 - 15 يوليو 1953)، والذي يُعرف بين أصدقائه وعائلته ب ريج كريستي، كان كريستي قاتلاً متسلسلاً ومجماع أموات إنجليزياً أثناء الفترة من 1940 وحتى أوائل الخمسينات. قام بقتل ثمانية أشخاص على الأقل من بينهم زوجته -ايثيل- عن طريق خنقهم في منزله في نوتينغ هيل، لندن.
انتقل كريستي من منزله في مارس 1953، وبعد انتقاله بفترة قصيرة تم اكتشاف جثتين اضافيتين في فوهة مخبئة وراء ورق حائط المطبخ. تم اكتشاف جثتين إضافيتين في الحديقة وتم العثور على جثة زوجته تحت أرضية الغرفة الأمامية. تم اعتقال كريستي وإدانته بقتل زوجته، الأمر الذي قاد إلى شنقه  عليه.
كانت بيرل ايفانز وابنتها الرضيعة جيرالدين إحدى ضحايا كريستي، كانت الضحية تعيش مع زوجها -تيموثي ايفانز- في نفس الحي الذي يقطنه كريستي في الفترة 1948 إلى 1949. تلك القضية أشعلت جدلاً كبيراً خاصةً بعد اتهام تيموثي ايفانز بقتل ابنته وزوجته وإدانته وإعدامه في عام 1950. تلك القضية التي كان كريستي فيها شاهداً رئيسياً. عندما تم اكتشاف جرائم كريستي بعدها بثلاثة أعوام، أثيرت العديد من الشكوك بشأن عدالة محاكمة إيفانز. كريستي قد قام بالاعتراف لاحقاً بقتله لبيرل ايفانز لكنه لم يعترف بقتله لابنتها. أصبحت هناك قناعة الآن أن كريستي هو من قام بقتل كلا من بيرل وجيرالدين  إيفانز وأن عدم كفاءة الشرطة في تحقيقها في قضية إيفانز هو ما تسبب بأن ينفذ كريستي بفعلته وأن يقوم بتنفيذ جرائمه اللاحقة وقتل أربعة نساء أخريات.
قامت المحكمة العليا بإلغاء اتهام إيفانز بالقضية في مطلع الألفية وأقرت أن ايفانز لم يقتله زوجته وابنته وأن هناك إخفاقاً للعدالة قد حدث عند إعدام تيموثي ايفانز.
أقر القاضي دانييل برابين، في تحقيق رسمي تم بين العامين 1965 و 1966، أن «هناك احتمالية» أن ايفانز قد قتل زوجته لكنه لم يقتل إبنته جيرالدين. هذا التقرير قد مكن وزارة الداخلية والأمن أن تمنح ايفانز عفواً بعد موته من تهمة قتل ابنته في أكتوبر 1966. تلك القضية قد ساهمت في إلغاء عقوبة الإعدام للقتل في المملكة المتحدة عام 1965.

## ببليوغرافيا
- Brabin، Daniel (1999). Rillington Place. London: The Stationery Office. ISBN:0-11-702417-1.
- Eddowes، John (1995). The Two Killers of Rillington Place. London: Warner Books. ISBN:0-7515-1285-0.
- Eddowes، Michael (1955). The Man On Your Conscience. London: Cassell & Co.
- Gammon، Edna (2011). A House to Remember: 10 Rillington Place. Memoirs Books. ISBN:978-1-908-22338-8.
- Honeycombe، Gordon (1982). The Murders of the Black Museum: 1870 - 1970. Bloomsbury Books. ISBN:978-1-85471-160-1.
- Kennedy، Ludovic (1961). Ten Rillington Place. London: Victor Gollancz. ISBN:978-0-58603-428-6.
- Lane، Brian (1993). Chronicle of 20th Century Murder. Virgin Publishing. ISBN:1-85227-436-0.
- Marston، Edward (2007). John Christie. Surrey: The National Archives. ISBN:978-1-905615-16-2.
- Oates، Johnathan (2013). John Christie of Rillington Place: Biography of a Serial Killer. Barnsley: Pen & Sword Books Ltd. ISBN:9781781592885. مؤرشف من الأصل في 2018-11-29. اطلع عليه بتاريخ 2016-12-11.
- Root، Neil (2011). Frenzy!: Heath, Haigh & Christie: The First Great Tabloid Murderers. Preface Publishing. ISBN:978-1848093171.
- Simpson، Keith (1978). Forty Years of Murder: An Autobiography. London: Harrap. ISBN:0-245-53198-X.

## مزيد من القراءة
- Camps، F. E. (1953). Medical and Scientific Investigations in the Christie Case. Medical Publications.
- Furneaux، Rupert (1961). The Two Stranglers of Rillington Place:  On John Reginald Halliday Christie and Timothy John Evans. Panther Books.
- Lane، Brian (1991). The Murder Guide: 100 Extraordinary, Bizarre and Gruesome Murders. Robinson Publishing Ltd.
- Jesse، F. Tennyson (1957). The Trials of Timothy John Evans and John Reginald Halliday Christie. Notable Trials series, William Hodge.
- Maxwell، Ronald (1953). The Christie Case. Gaywood Press.

## روابط خارجية
- List of documents relating to Christie and Evans held in the National Archives نسخة محفوظة 7 فبراير 2012 على موقع واي باك مشين.
- Bartle Road/Rillington Place location in Ladbroke Grove (Google)
- National Archives of Australia - The Sydney Morning Herald Page - 1 - News Headline - Thursday 23 April 1953